# Otton Ier de Bourgogne
Otton Ier de Bourgogne (ou Otton Ier de Hohenstaufen) (1170-1200) est le fils de l'empereur germanique Frédéric Barberousse (maison de Hohenstaufen) et de l'impératrice et comtesse Béatrice Ire de Bourgogne (maison d'Ivrée). Il est comte palatin de Bourgogne et Lenzbourg en Suisse.

## Biographie
Othon Ier de Bourgogne nait en 1170, il est le frère cadet du futur empereur Henri VI du Saint-Empire.
Son père Frédéric Barberousse réunit les titres d'empereur du Saint-Empire romain germanique et, du chef de sa femme Béatrice, celle de comte de Bourgogne. Parti à la troisième croisade, il se noie en Asie Mineure en 1190.
Bien qu'il conserve le gouvernement du comté jusqu'à sa mort en 1190, Barberousse procède en 1188 à un partage de ses biens entre ses enfants, qu'il rend officiel au cours d'une diète tenue à Haguenau en 1189. Othon, fils cadet, est choisi comme héritier du comté de Bourgogne. Il reçoit en plus celui de Lenzbourg (Suisse), dont il était déjà titulaire ainsi que le rectorat du royaume d'Arles. L'Allemagne, l'Italie et le Royaume d'Arles (Royaume des Deux-Bourgognes) reviennent à son frère aîné qui devient empereur sous le nom d'Henri VI.
Barberousse confère à son fils cadet la dignité de comte palatin. Othon est ainsi le premier des comtes en Bourgogne à être investi de cette dignité que continueront à porter ses successeurs. Ce titre de palatin lui donne une position privilégiée qui le met nettement au-dessus des autres comtes de Bourgogne. Le palatin était le titulaire de la suzeraineté et c'est lui qui entretenait les rapports de fait et de droit avec l'autorité impériale.
Othon passe sa jeunesse en Allemagne et c'est dans ce pays qu'il préfère séjourner, il montre peu d'intérêt pour ses domaines de Bourgogne où il ne réside que très rarement. Il y fait sa première visite en 1196. Pour le remplacer dans l'administration du comté pendant ses absences, il confie le gouvernement de la province à un gouverneur, appelé bailli de Bourgogne. Le premier est institué dès l'année 1192.
Othon est d'un caractère impétueux et d'un tempérament brutal, voire cruel. Un différend l'oppose au comte de Montbéliard, Amédée II de Montfaucon à la suite de la construction par Othon de la place forte de Clerval, située à la frontière du comté de Montbéliard et qui par sa position menace les terres du comte de Montbéliard, il en serait venu à faire assassiner le comte en 1195,.
Les rapports de Frédéric Barberousse avec l'Alsace et sa noblesse avaient été excellents, mais Othon, agit brutalement contre la puissance des féodaux et se trouve depuis 1196 en guerre, avec Conrad de Hunebourg, l'évêque de Strasbourg, (1190-1202). Au cours des hostilités il se porte avec son armée vers Neuwiller et attaque le château de Hunebourg défendu par Eberhard de Hunebourg l'avoué de Neuwiller, frère de l'évêque de Strasbourg. Eberhard est tué lors de la prise du château, par Othon, qui lui porte le coup fatal. Profondément irrité de la mort de son frère, l'évêque de Strasbourg envahit alors les terres les plus rapprochées de son adversaire, et les ravagent. Une trêve est cependant conclue entre les deux parties vers le début de septembre 1197. Peu de temps après, le 27 septembre 1197, la veille du décès de l'empereur Henri, le comte Othon, en dépit des accords passés, attire chez lui, Ulrich de Ferrette, un des partisans de l'évêque, sous prétexte de négociations, et l'assassine lâchement de sa propre main,.
Ces assassinats causent un grand émoi et provoquent la réprobation générale, non seulement parmi les adversaires d'Othon, mais aussi dans les rangs de ses amis.
L'assassinat du comte de Montbéliard lui aliène tant l'aristocratie d'Alsace que comtoise et dresse contre lui les plus grands féodaux notamment Étienne II d'Auxonne, le chef de la branche cadette de la maison comtale de Bourgogne dont la fille Agnès avait épousé Richard, le fils d'Amédée. Le comte Étienne portait, comme avant lui son père et son grand-père le titre de comte de Bourgogne. Othon désireux de l'abaisser lui intima l'ordre d'abandonner son titre et de se contenter de ceux de vicomte d'Auxonne et de comte en Bourgogne. Étienne humilié et dans la plus vive irritation se soumit à la volonté d'Othon.
Mais l'autorité du palatin demeure plus nominale que réelle, aussi bien en Bourgogne que dans le royaume d'Arles.
Afin de montrer sa puissance et essayer d'abattre toute résistance il parcourt en 1196, le comté depuis la frontière nord jusqu'à Besançon en compagnie de son frère l'empereur Henri VI, pour y déployer toutes les magnificences de la cour impériale. Il est accompagné dans son périple comtois de l'archevêque de Besançon Amédée de Tramelay (ou Dramelay) et de nombreux seigneurs allemands.
La mort de l'empereur Henri VI le 6 septembre 1197, jette l'Allemagne dans les plus grands troubles. Deux prétendants, Philippe de Souabe, frère d'Henri et d'Othon comte palatin et Othon de Brunswick fils du duc de Saxe Henri le Lion aspirent à la dignité impériale. Philippe de Souabe, duc d'Alsace, apprend la mort de son frère près de Viterbe où il s'est avancé pour aller à son secours. Aussitôt il retraverse les Alpes pour se rendre en Allemagne et veiller aux intérêts de sa maison où il trouve à son arrivée vers la mi-novembre 1197 la guerre et la dévastation.
L'évêque de Strasbourg ne pardonne pas à Othon le meurtre de son frère. S'il a toujours été fidèlement attaché à la personne de l'empereur Henri VI, celui-ci mort, l'évêque n'a plus d'égards à prendre vis-à-vis du comte Othon et de la maison de Souabe, à laquelle il appartient. Dans la succession de l'empereur l'évêque Conrad avec le pape Innocent III, le comte de Montbéliard, et nombre prélats portent leur préférence sur Othon de Brunswick. Philippe de Souabe est soutenu par le roi de France Philippe-Auguste, les archevêques de Besançon, de Trèves, de Magdebourg, neuf évêques, le roi de Bohême, le duc de Saxe, celui de Bavière, celui d'Autriche et l'abbé de Luxeuil.
Cette division déclenche une guerre qui met l'Alsace à feu et à sang. Dès que la nouvelle du décès de l'empereur parvient en Alsace, l'évêque de Strasbourg commence avec ses alliés à envahir et à dévaster les possessions du meurtrier et de ses partisans, ainsi que celles de leurs vassaux. Mais les belligérants ne s'en tiennent pas là. Profitant des conjonctures favorables, ils étendent également leurs déprédations sur les possessions impériales situées en Alsace, les dévastent et les incendient. Ils s'emparent de Colmar, Sélestat, Obernai, Rosheim et d'autres villes et villages relevant de l'empereur. À défaut de défenseur, les possessions impériales deviennent alors la proie facile du premier occupant. Dès le début des hostilités Othon, comte palatin de Bourgogne se porte au secours à son frère Philippe.
De cette lutte pour la dignité impériale c'est finalement Philippe, qui est élu empereur à Mulhouse le 8 mars 1198 contre Othon de Brunswick. La guerre s'apaise en Allemagne. Mais peu après parviennent à Othon des nouvelles que le comte Richard de Montbéliard, et son beau-père  Étienne II d'Auxonne et leurs alliés ont attaqué ses domaines dans le comté de Bourgogne. 
Étienne II est le petit-fils de Guillaume de Mâcon qui a tenu captive Béatrice est l'ennemi le plus redoutable que peut se créer le fils de Barberousse. Il aspire, comme prince de sang de Bourgogne, à régner un jour sur le comté.
Il est puissant en domaines et a les appuis des autres barons comtois. Il tient fortement les bords de Saône par son comté d'Auxonne, ses châteaux d'Oiselay, de Scey-sur-Saône, de Traves, de Frotey et d'Arlay.
Étienne voit dans l'éloignement d'Othon en Alsace l'occasion tant attendue qui lui permet de réaliser son ambition de supplanter la branche palatine et d'assouvir sa vengeance contre Othon. De concert avec son gendre de Montbéliard ils se soulèvent contre le palatin. 
Pour l'aider dans son entreprise il recherche l'alliance du duc de Bourgogne Eudes III. En 1197 il déclare jurable et rendable au duc, sa principale forteresse, le château d'Auxonne qui n'est pas un fief des comtes palatins. En échange, Eudes III s'engage à prêter main-forte à son nouveau vassal contre le comte Othon. Le duc de Bourgogne vient de réaliser le premier progrès pour étendre l'influence du duché sur le comté et il trouve une voie de franchissement de la Saône toute ouverte pour pénétrer dans le comté où il entre en ennemi.
Le comte de Montbéliard envahit le nord et l'est du comté et met en cendre l'abbaye de Luxeuil qui tenait le parti de Philippe de Souabe et envahit les terres de l'archevêque de Besançon. Il parvient à le capturer et le retient prisonnier dans son château de Montbéliard. Dans le même temps Étienne a soulevé le Scodingue (ou Escuens). 
La lutte est assez chaude. Othon demande l'appui de l'empereur Philippe qui se porte à son tour au secours de son frère. Il entre dans le comté au mois de juin 1200 à la tête d'une armée, soumet le comte de Montbéliard, rend à la liberté l'archevêque de Besançon et réduit à l'obéissance tous les barons qui ont pris les armes contre lui. La guerre prend fin en 1200. Étienne et ses alliés déposent les armes mais n'ont renoncé à aucun de ses projets.
Philippe quitte le comté en laissant son frère atteint d'une incurable langueur qui dure un an. Othon expire le 14 janvier 1201 à l'âge de trente-trois ans. Il est inhumé dans le parvis de Saint-Étienne de Besançon.
Le palatin laisse deux filles en bas âge, Jeanne et Béatrice, sous la tutelle de Marguerite de Blois, leur mère. Cette princesse gouverne le comté de Bourgogne au nom de Jeanne.
Ermesinde Ire de Luxembourg (fille du comte Henri IV de Luxembourg) épouse du comte Thiébaut Ier de Bar négocie avec l'empereur la succession du comté de Luxembourg.[réf. souhaitée]
Jeanne Ire de Bourgogne succède à son père comme comtesse de Bourgogne à l'âge de 9 ans. Elle décède en 1205 à l'âge de 14 ans. Sa sœur Béatrice II de Bourgogne hérite du comté avec son époux, le comte Othon II de Bourgogne, fils de Berthold IV von Diessen, comte d'Andechs et duc de Méranie, et d'Agnès de Basse-Lusace.

## Union et postérité
En 1190 Othon épouse Marguerite de Blois (1170-1230), fille du comte Thibaut V de Blois et de Chartres et d'Alix de France (fille du roi Louis VII de France). Ils ont deux enfants :
- Jeanne Ire de Bourgogne (1191-1205) ;
- Béatrice II de Bourgogne (1193-1231).